# 2031年11月14日日食
2031年11月14日日食是一次全環食，將發生於2031年11月14日（東半球為11月15日）。新月當天（即朔日），地球上觀測到月球和太阳的角距離極小，此時月球如果恰好在月球交點附近，穿過太阳和地球之間，與地球、太阳接近一直線，則會出現日食。月球穿過太阳和地球之間，本影末端與地表距離很小時，由於地表呈弧形，食帶中心附近地表被本影覆蓋，形成日全食，而食帶中心較遠的區域內本影未能接觸地表，使地表被偽本影覆蓋，形成日環食。這種同一次日食中先後出現全食和環食的稱為全環食。與單純的日全食和日環食類似，全環食的本影和偽本影兩側數千公里的半影範圍內也會形成日偏食。此次日全食未經過陸地，日環食經過了巴拿馬，日偏食則覆蓋了大洋洲中東南部、北美洲中南部、南美洲西北部。

## 日食概況

### 出現區域
此次日食發生時，威克島西北約750公里的北太平洋洋面最先在11月15日日出時看到日環食，然後偽本影向東偏南方向移動，跨過國際日期變更線後不久，本影錐末端接觸地表，環食轉變為全食，本影繼續劃過漫長的太平洋洋面，在馬克薩斯群島以北約850公里的洋面達到最大食分。隨後本影逐漸轉向東偏北方向移動，在日落前不久，本影錐末端離開地表，全食再次轉變為環食，偽本影在臨近離開地表時才第一次接觸陸地，劃過巴拿馬阿蘇埃羅半島和珍珠群島，最終在11月14日日落時分結束於卡尼亞斯島（Cañas）以南、國王島以東的巴拿馬灣海面。
本次本影覆蓋範圍均為海洋，因而陸地上無法看到日全食。偽本影在離開地表前經過了一段陸地，可以看到日環食，時間均為11月14日傍晚時分，依次包括：
- 巴拿马：自西向東貫穿貝拉瓜斯省中部偏南、埃雷拉省中部偏南、洛斯桑托斯省北部後經過巴拿馬省珍珠群島的聖何塞島、國王島除南端和北部外的大部、聖特爾莫島（英语：Isla San Telmo）、勞滕區除東部海岸外的絕大部分。[3][4]

除了上述狹窄的區域能看到日全食或日環食，月球半影覆蓋範圍內都能看到日偏食，包括大洋洲的密克羅尼西亞島群除馬里亞納群島和帛琉外的大部、巴布亚新几内亚東北角、玻里尼西亞島群除湯加和新西蘭外的大部，北美洲的阿拉斯加半島西南部和阿留申群島東部、美國除西北部和東北角外的大部、墨西哥、中美洲除波多黎各東半部和小安的列斯群島中東部外的大部，南美洲的哥倫比亞、厄瓜多爾、秘魯、智利北部、委內瑞拉中西部、巴西西北部、玻利維亞西北半部。其中大部分在國際日期變更線以東，在11月14日看到日食，其餘部分在11月15日看到日食。

此次全環食過程中月影在地表移動的動畫

### 基本參數
- 類型：全環食
- 食甚中心處（位於馬克薩斯群島以北約850公里的太平洋）資料：
  - 時間：2031年11月14日21:06:12.3
  - 地點：0°38.0′S 137°37.8′W / 0.6333°S 137.6300°W
  - 食分：1.0106（全環食帶內最大）
  - 本影寬度：38.3公里
  - 日全食持續時間：1分8.3秒
- 全食最長處資料：
  - 時間：2031年11月14日21:10:26
  - 地點：0°58′S 136°27′W / 0.967°S 136.450°W
  - 本影寬度：38.4公里
  - 日全食持續時間：1分8.4秒（全環食帶內最長）[6]

## 相關的日食

### 2029-2032年的日食
月球交替位於相對的月球交點時，以半個交點年（食年），即約177天又4小時間隔出現下列日食。
註：2029年1月14日和2029年7月11日的日偏食屬於上一組交點年系列。
| 日食列表  |           |           |           |           |           |           |           |           |           |           |           |
| 1997-2000 | 2000-2003 | 2004-2007 | 2008-2011 | 2011-2014 | 2015-2018 | 2018-2021 | 2022-2025 | 2026-2029 | 2029-2032 | 2033-2036 | 2036-2039 |

| 降交點   | 降交點                   |          | 升交點                   | 升交點 |
| 沙羅周期 | 地圖                     | 沙羅周期 | 地圖                     |        |
| 118      | 2029年6月12日 偏食（北） | 123      | 2029年12月5日 偏食（南） |        |
| 128      | 2030年6月1日 環食        | 133      | 2030年11月25日 全食      |        |
| 138      | 2031年5月21日 環食       | 143      | 2031年11月14日 全環食    |        |
| 148      | 2032年5月9日 環食        | 153      | 2032年11月3日 偏食（北） |        |

### 沙羅週期
沙羅週期長度為18年11天。本次日食屬於沙羅週期143，共包含72次日食，依次為1617年3月7日至1779年6月14日的10次日偏食、1797年6月24日至1995年10月24日的12次日全食、2013年11月3日至2067年12月6日的4次全環食（亦稱混合食）、2085年12月16日至2536年9月16日的26次日環食、2554年9月28日至2873年4月23日的20次日偏食，總共歷時1280.14年。其中最長的全食發生於1887年8月19日，共持續了3分50秒。
下表列舉了1901年至2100年間發生的屬於該周期的日食，是第17至28次：
| 17            | 18             | 19             |
| ------------- | -------------- | -------------- |
| 1905年8月30日 | 1923年9月10日  | 1941年9月21日  |
| 20            | 21             | 22             |
| 1959年10月2日 | 1977年10月12日 | 1995年10月24日 |
| 23            | 24             | 25             |
| 2013年11月3日 | 2031年11月14日 | 2049年11月25日 |
| 26            | 27             |                |
| 2067年12月6日 | 2085年12月16日 |                |

## 資料來源
1. ↑  樊忠玉. . 中国天文科普网.   [2018-02-06]. （原始内容存档于2014-09-17）.
2. 1 2  Fred Espenak. . NASA Eclipse Web Site.   [2018-02-06]. （原始内容存档于2020-10-23）.（英文）
3. ↑  Fred Espenak. . NASA Eclipse Web Site.   [2018-02-06]. （原始内容存档于2020-10-23）.（英文）
4. ↑  Xavier M. Jubier. .   [2018-02-06]. （原始内容存档于2019-09-13）.（法文）（英文）
5. ↑  Fred Espenak. . NASA Eclipse Web Site.   [2018-02-06]. （原始内容存档于2008-08-08）.（英文）
6. ↑  Fred Espenak. . NASA Eclipse Web Site.   [2018-02-06]. （原始内容存档于2020-10-23）.（英文）
7. ↑  Fred Espenak. . NASA Eclipse Web Site.（英文）

## 外部連結
- NASA日食專頁（页面存档备份，存于）（英文）
- 可見區域圖和時間統計：由弗雷德·埃斯佩纳克做出的日食預報，NASA/GSFC
  - Google互動地圖呈現的日食範圍
  - 貝塞爾元素
- Google地圖顯示的日環食和日偏食範圍（页面存档备份，存于）（法文）（英文）

| \| \| 日食 \|                             |                               |                                          |
| 上一次日食： 2031年5月21日日食 （日環食） | 2031年11月14日日食 （全環食） | 下一次日食： 2032年5月9日日食 （日環食） |
| 上一次全環食： 2023年4月20日日食          | 2031年11月14日日食 （全環食） | 下一次全環食： 2049年11月25日日食        |
|                                           | 日食                          |                                          |